# Arvid Floberg
Arvid Floberg, född omkring 1730, död 5 december 1804 i Stockholm, var en svensk silversmed.
Floberg inskrevs som lärling hos Johan Collin som lärling 1749 och utskrevs 1754. Han rekommenderas redan 1761 till att bli mästare, men det dröjer till 1763 innan han antas som silversmedsmästare i Stockholm. Hans mästerstycke var en kaffekanna. 1733-1779 var han bisittare i silversmedsämbetet. Floberg var 1785-1798 kompanjon med silversmedsmästaren Berendt Wille under vilken tid båda silversmederna använde Flobergs stämplar. Han avsade 1802 sitt burskap i samband med att brorsonen Sven Floberg övertog hans verkstad. Floberg arbetade i början av sin karriär i rokoko, men har främst gjort sig känd som för sina arbeten i gustaviansk stil, han var en av samtidens främsta silversmeder. 
Bland bevarade arbeten märks en dopskål för Toresunds kyrka 1764 och en kalk för Ovikens gamla kyrka 1776. På Nordiska museet finns en skål från 1767 och en ragusked från 1795. I Kungliga Husgerådskammaren finns ett par ljusstakar från 1769, en kaffekanna från 1786 och en sockerskål från 1787. På Nationalmuseum finns en bägare med lock från 1787 och en annan från 1790, två terriner från 1793 och en bordssurtout från 1800. På Hallwylska museet finns fyra saltkar från 1795 och 10 späcknålar från 1797.